# أورايوس
بلدية أورِيًوس (بالكاتالانية: Òrrius) هي إحدى بلديات مقاطعة برشلونة، والتي تقع في منطقة كاتالونيا، شرق إسبانيا.
يبلغ عدد سكانها 487 نسمة وفقاً لإحصائية سنة (2007).

## تاريخيا
تم الاستشهاد بها لأول مرة باسم Vila de Orreos في وثائق من عام 974. هذا الاسم، الذي له أصل لاتيني، يعني "Barns". لقد شكلت جزءًا من أراضي أسياد بورياك حتى عام 1357، حيث تنازل الملك بيتر الرابع ملك أراغون عن الولاية القضائية على المنطقة إلى أسياد روكا ديل فاليس.